# Кунгурская мечеть
Кунгурская соборная мечеть (махалля) находится почти в центре Кунгура на улице Ситникова.

## История
В 1923 г. по архивным данным в Кунгуре проживали 4 мусульманина, у которых по улице Шавкуновой был молельный дом. В 1930 г. члены кунгурской мусульманской общины были репрессированы и сосланы на принудительные работы, а их молельный дом был конфискован в пользу государства.
Мусульманское общество Кунгура было возрождено только 4 сентября 1993 г., а для молитв использовало здание школы, находящееся в аварийном состоянии. 18 октября 1996 г. общество на общем собрании постановило построить новую мечеть, а первый камень в её основание был заложен 16 августа 1997 г. Верховным Муфтием мусульман России Талгатом Таджуддином.
Мечеть строилась почти десять лет по проекту пермского архитектора Р. З. Якупова на средства, пожертвованные гражданами и различными организациями. С 1997 по 2004 год были выполнены лишь фундаментные работы. С 2005 года, при активном содействии главы города Кунгура Махмудова Амира Наримановича , строительство объекта получило новый импульс. За два года здание мечети было построено. Самый большой вклад в строительство Соборной мечети вложила компания ЛУКОЙЛ-Пермь в 2006-2007 гг. - более 2,5 млн рублей.  
Размеры составляют 9 х18 метров, высота минарета — 26 метров. Вместо запланированных 1,5 млн руб. затраты на строительство составили 4 млн руб. Имам-мухтасибом мечети был назначен Габдурафит Габдурахимов.
Торжественное открытие мечети состоялось 10 августа 2007 г. Она вошла в состав Кунгурского мухтасибата.